# Greg Kite
Gregory Fuller Kite, né le 5 août 1961 à Houston au Texas, est un joueur américain de  basket-ball.

## Palmarès
- Nommé en 1979 dans la McDonald's High School Basketball All American Team[1]
- Champion NBA en 1984 et en 1986 avec les Celtics de Boston